# Alessia Barela
Alessia Barela, née le 13 juin 1974 à Chieti en Italie, est une actrice italienne de théâtre, de cinéma et de la télévision.

## Biographie
Alessia Barela a grandi entre Salerne et Madrid. Encore adolescente, au début des années 1980, elle s'installe à Rome où elle fréquente le lycée linguistique et la Faculté des Lettres dans le département Théâtre et Divertissement.
Elle est connue pour avoir joué dans les séries télévisées Carlo et Malik et Rex, chien flic ainsi que dans les films Past Perfect et Jeux d'été.

## Filmographie partielle

### Au cinéma
- 2003 : Gente di Roma d’Ettore Scola
- 2011 : Jeux d'été de Rolando Colla
- 2013 : Je voyage seule de Maria Sole Tognazzi
- 2014 : C'est la faute de Freud de Paolo Genovese
- 2015 : Io e lei de Maria Sole Tognazzi
- 2016 : Sept Jours (connu aussi sous le titre Les Sirènes de Levanzo) de Rolando Colla

### À la télévision
- Giovanna, commissaire (saisons 6-7 et saison 8, épisodes 1 à 3) : Valeria Valli, sœur de l'inspecteur Valli